# Paul Bosc d'Antic
Pour les articles homonymes, voir Bosc et Antic.
Paul Bosc d’Antic, né le 8 juillet 1726 au hameau de Pierre-Ségade (commune de Viane) et mort le 4 avril 1784 à Paris, est un médecin et chimiste français.

## Biographie
Né dans une famille protestante originaire des Cévennes ruinée par les guerres de Religion, Il étudie d'abord la médecine à Marseille, mais, étant protestant, il ne peut pas obtenir son diplôme en France. Il est connu sous plusieurs pseudonymes, Laforêt, ou encore Dantik. Il fait des études de théologie au séminaire de Lausanne d'avril 1747 à octobre 1751 où il étudie le grec et l'hébreu, et se présente avec succès aux examens terminaux de l'Académie en 1751, alors qu'il est encore étudiant, il enseigne la logique à ses collègues en 1751. Il est consacré pasteur à Lausanne le 3 octobre 1751, puis il part aux Pays-Bas pour obtenir son diplôme de médecin à l'université de Harderwijk.
Ce diplôme ne lui permet pas d'exercer à Paris, et en attendant il s'adonne à la chimie. Il étudie la physique avec l’abbé Jean-Antoine Nollet et l'histoire naturelle avec René-Antoine Ferchault de Réaumur auprès duquel il fait des recherches sur la dévitrification de la porcelaine, dite Porcelaine de Réaumur. Il obtient un emploi de directeur scientifique à la Manufacture royale des Glaces de Saint-Gobain, où il perfectionne la fabrication des glaces et du verre mais deux ans plus tard il est renvoyé (1755-1757, ou 1756-1758). Son mariage avec Marie-Angélique Lamy-d'Hangest, sœur du général Louis Augustin Lamy d'Hangest en 1757 lui permet d'obtenir un cabinet de médecine.
Il continue pourtant d'étudier la fabrication du verre, il écrit quelques articles à ce sujet. Il obtient en 1760 un prix l'Académie Royale des Sciences (l'usine de Saint-Gobain en tirera ombrage) et s'impliqua en 1760 dans la verrerie de Rouelles, ce qui ne lui vaut que des procès ruineux. En 1769, il revient à la verrerie en s'associant aux fondateurs de la Manufacture Royale de verre de la Margeride à Védrines-Saint-Loup, mais pendant l'été 1773, il doit quitter "ses fonctions de directeur".

## Publications
Les œuvres complètes de ses textes sur la verrerie sont éditées en 1780 à Paris en 2 volumes in-12.
- Œuvres, volume 2, 1780, en ligne
- Œuvres, volume 2, 1780, en ligne

## Vie familiale
Il épouse en premières noces Marie Angélique Lamy d'Hangest, sœur de Louis Augustin Lamy d'Hangest. Deux enfants naissent : Marie Antoinette Bosc qui épouse Charles (ou Jacques) Hure de Boinville (appelée Mme de Boinville dans la correspondance de Bosc avec Mme Roland) et Louis-Augustin Bosc d'Antic (1759-1828), naturaliste français.
Il se remarie avec Angadrenne Lallemant qui donne naissance en 1763 à Jeanne Catherine Sophie Bosc et en 1764 à Jean Claude Joseph Bosc.